# Nghệ sĩ thu âm toàn cầu của năm
Dưới đây là danh sách Nghệ sĩ thu âm toàn cầu của năm (Global Recording Artist of the Year) do Liên đoàn Công nghiệp ghi âm Quốc tế trao giải (IFPI) nhằm vinh danh nghệ sĩ thu âm thành công nhất thế giới tính theo đơn vị album tương đương.

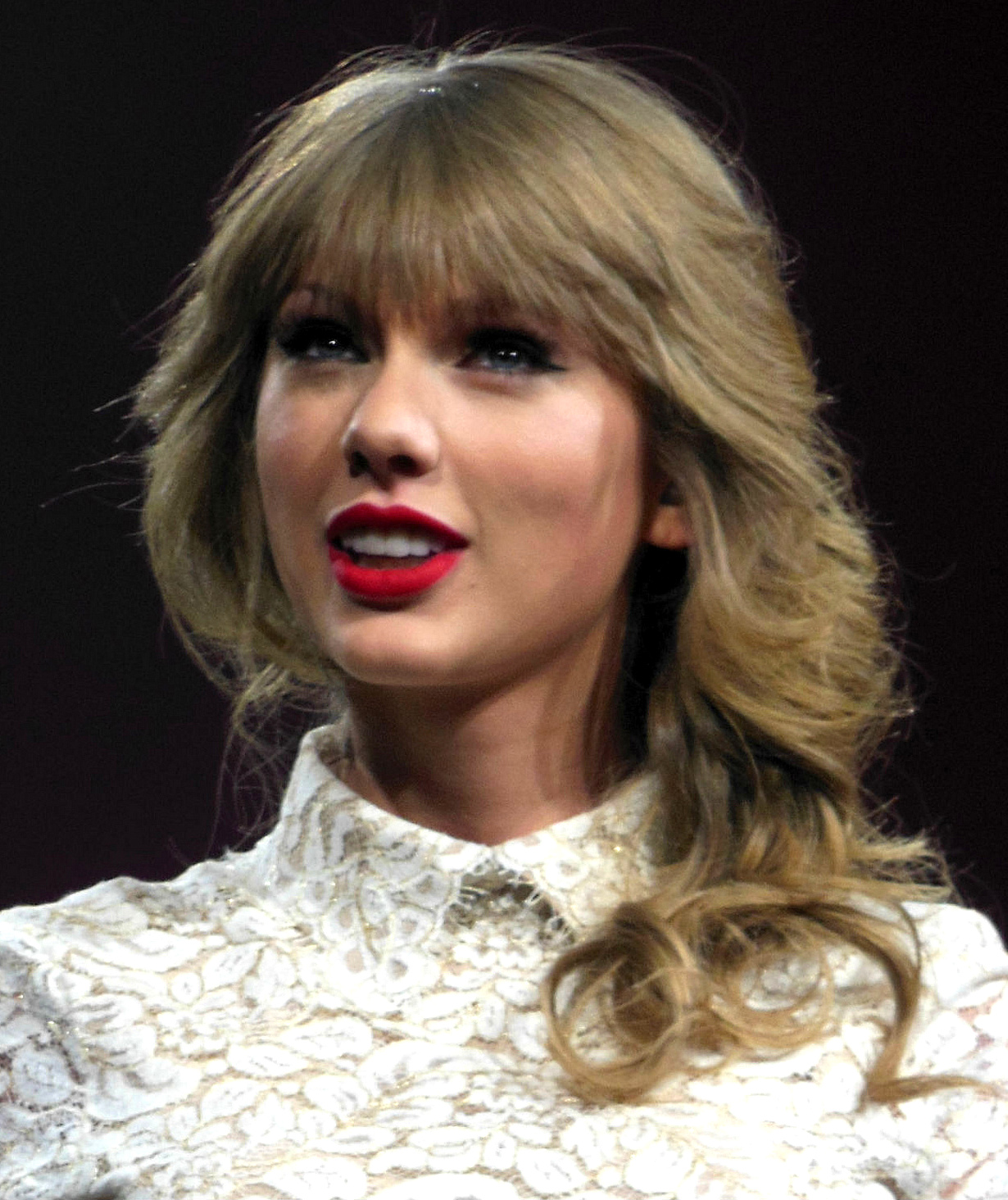
Taylor Swift được IFPI trao giải Nghệ sĩ thu âm toàn cầu của năm 2014, 2019, và 2022. Cô là nghệ sĩ đầu tiên giành được giải này ba lần.

## Top 10 nghệ sĩ hàng năm

### 2013

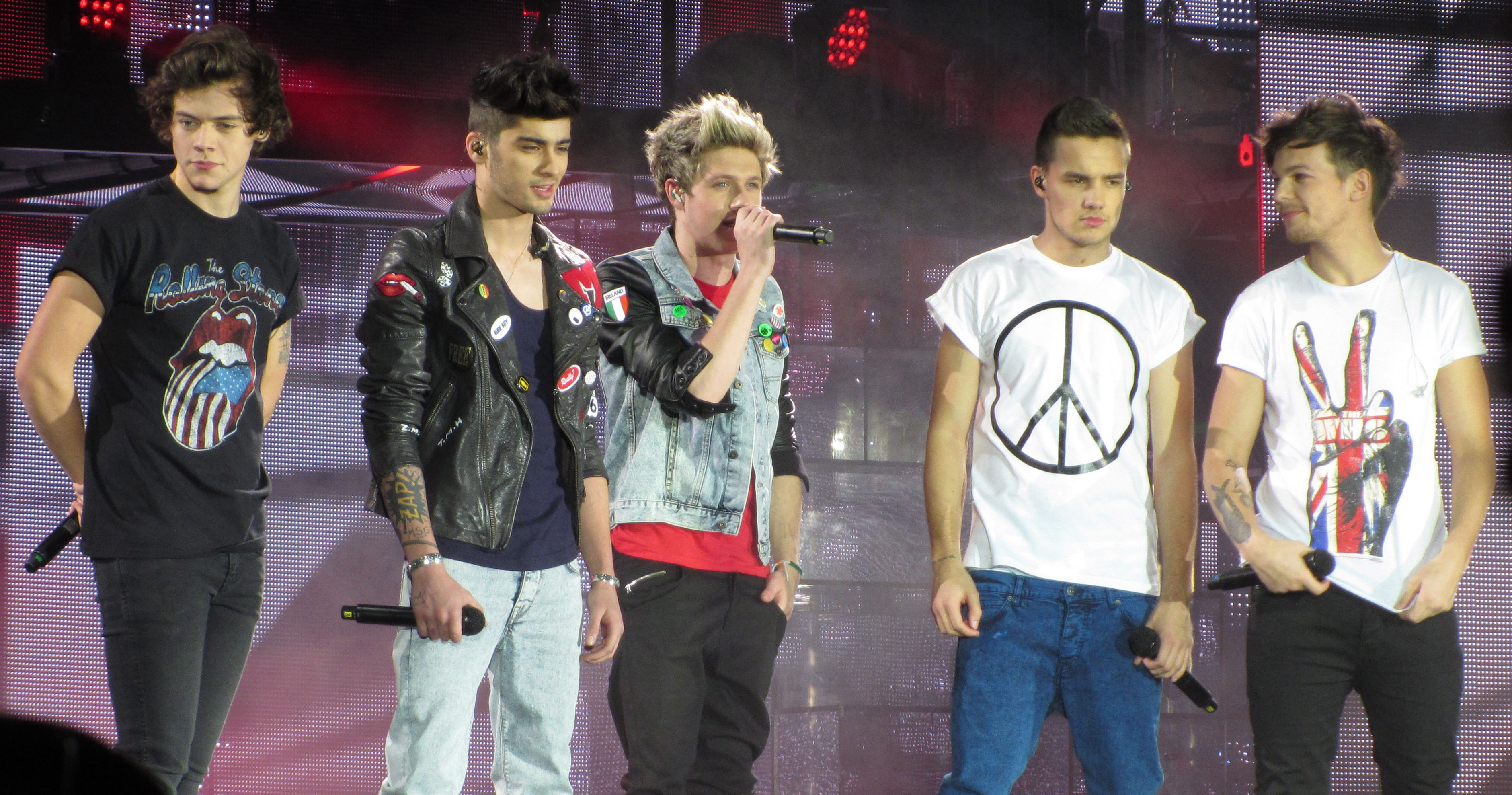
One Direction được IFPI trao giải Nghệ sĩ thu âm toàn cầu của năm 2013.

| Thứ hạng | Nghệ sĩ                 | Top 10 Album của năm của IFPI       | Top 10 Đĩa đơn của năm của IFPI   |
| -------- | ----------------------- | ----------------------------------- | --------------------------------- |
| 1        | One Direction           | Midnight Memories (hạng nhất)       | —                                 |
| 2        | Eminem                  | The Marshall Mathers LP2 (hạng nhì) | —                                 |
| 3        | Justin Timberlake       | The 20/20 Experience (hạng ba)      | —                                 |
| 4        | Bruno Mars              | Unorthodox Jukebox (hạng tư)        | "When I Was Your Man" (hạng tám)  |
| 5        | Katy Perry              | Prism (hạng sáu)                    | "Roar" (hạng năm)                 |
| 6        | Pink                    | —                                   | "Just Give Me a Reason" (hạng tư) |
| 7        | Macklemore & Ryan Lewis | —                                   | "Thrift Shop" (hạng nhì)          |
| 8        | Rihanna                 | —                                   | "Stay" (hạng mười)                |
| 9        | Michael Bublé           | To Be Loved (hạng bảy)              | —                                 |
| 10       | Daft Punk               | Random Access Memories (hạng năm)   | "Get Lucky" (hạng sáu)            |

### 2014
| Thứ hạng | Nghệ sĩ         | Top 10 Album của năm của IFPI | Top 10 Đĩa đơn của năm của IFPI |
| -------- | --------------- | ----------------------------- | ------------------------------- |
| 1        | Taylor Swift    | 1989 (hạng nhì)               | —                               |
| 2        | One Direction   | Four (hạng sáu)               | —                               |
| 3        | Ed Sheeran      | X (hạng ba)                   | —                               |
| 4        | Coldplay        | Ghost Stories (hạng tư)       | —                               |
| 5        | AC/DC           | Rock or Bust (hạng bảy)       | —                               |
| 6        | Michael Jackson | —                             | —                               |
| 7        | Pink Floyd      | The Endless River (hạng chín) | —                               |
| 8        | Sam Smith       | In The Lonely Hour (hạng năm) | —                               |
| 9        | Katy Perry      | —                             | "Dark Horse" (hạng nhì)         |
| 10       | Beyoncé         | —                             | —                               |

### 2015

Adeleđược IFPI trao giải Nghệ sĩ thu âm toàn cầu của năm 2015.

| Thứ hạng | Nghệ sĩ       | Top 10 Album của năm của IFPI         | Top 10 Đĩa đơn của năm của IFPI |
| -------- | ------------- | ------------------------------------- | ------------------------------- |
| 1        | Adele         | 25 (hạng nhất)                        | "Hello" (hạng bảy)              |
| 2        | Ed Sheeran    | X (hạng nhì)                          | "Thinking Out Loud" (hạng ba)   |
| 3        | Taylor Swift  | 1989 (hạng ba)                        | "Blank Space" (hạng tám)        |
| 4        | Justin Bieber | Purpose (hạng tư)                     | —                               |
| 5        | One Direction | Made in the A.M. (hạng sáu)           | —                               |
| 6        | Coldplay      | A Head Full Of Dreams (hạng tám)      | —                               |
| 7        | Maroon 5      | —                                     | "Sugar" (hạng tư)               |
| 8        | Sam Smith     | In The Lonely Hour (hạng năm)         | —                               |
| 9        | Drake         | —                                     | —                               |
| 10       | The Weeknd    | Beauty Behind The Madness (hạng mười) | —                               |

### 2016

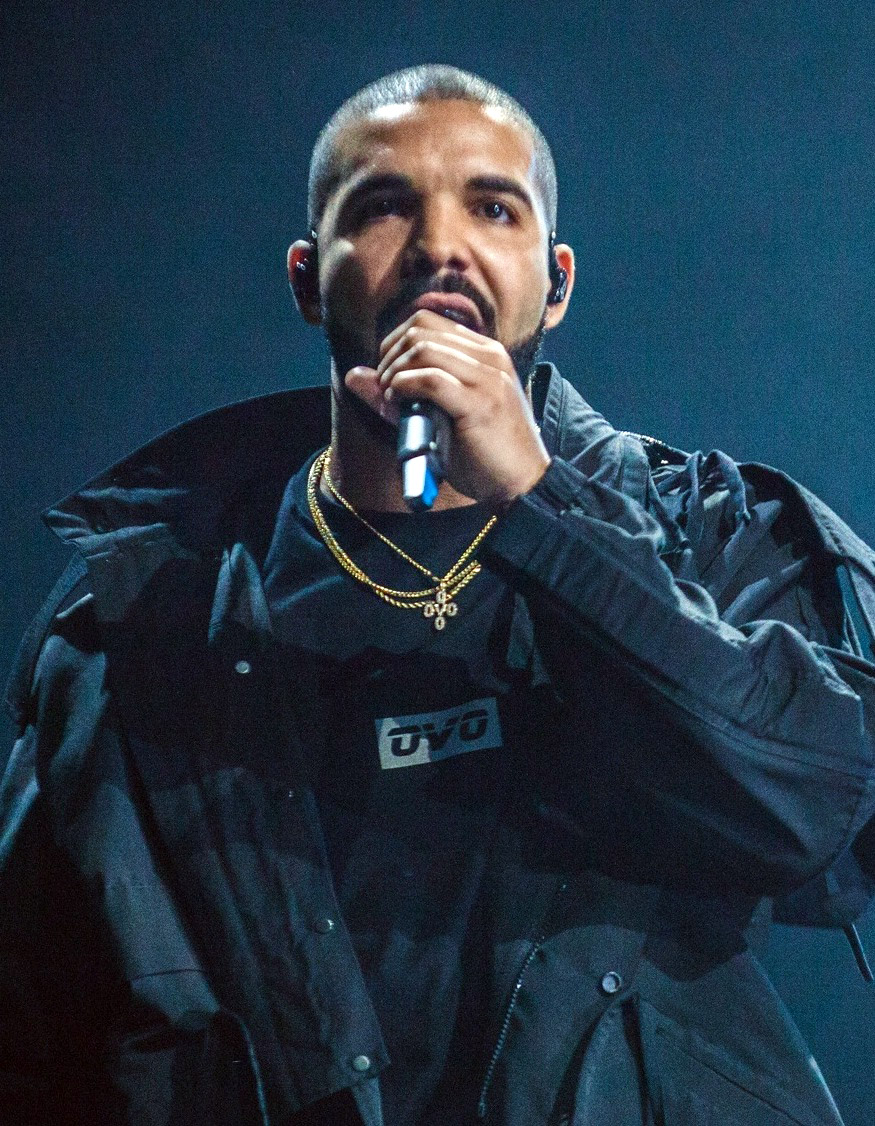
Drake được IFPI trao giải Nghệ sĩ thu âm toàn cầu của năm 2016 và 2018. Anh là nghệ sĩ đầu tiên giành được giải này hai lần.

| Thứ hạng | Nghệ sĩ           | Top 10 Album của năm của IFPI     | Top 10 Đĩa đơn của năm của IFPI               |
| -------- | ----------------- | --------------------------------- | --------------------------------------------- |
| 1        | Drake             | Views (hạng ba)                   | "One Dance" (hạng nhất)                       |
| 2        | David Bowie       | Blackstar (hạng năm)              | —                                             |
| 3        | Coldplay          | A Head Full of Dreams (hạng chín) | —                                             |
| 4        | Adele             | 25 (hạng nhì)                     | —                                             |
| 5        | Justin Bieber     | —                                 | "Love Yourself" (hạng nhì) "Sorry" (hạng năm) |
| 6        | Twenty One Pilots | Blurryface (hạng tám)             | "Stressed Out" (hạng mười)                    |
| 7        | Beyoncé           | Lemonade (hạng nhất)              | —                                             |
| 8        | Rihanna           | —                                 | "Work" (hạng sáu)                             |
| 9        | Prince            | —                                 | —                                             |
| 10       | The Weeknd        | —                                 | —                                             |

### 2017

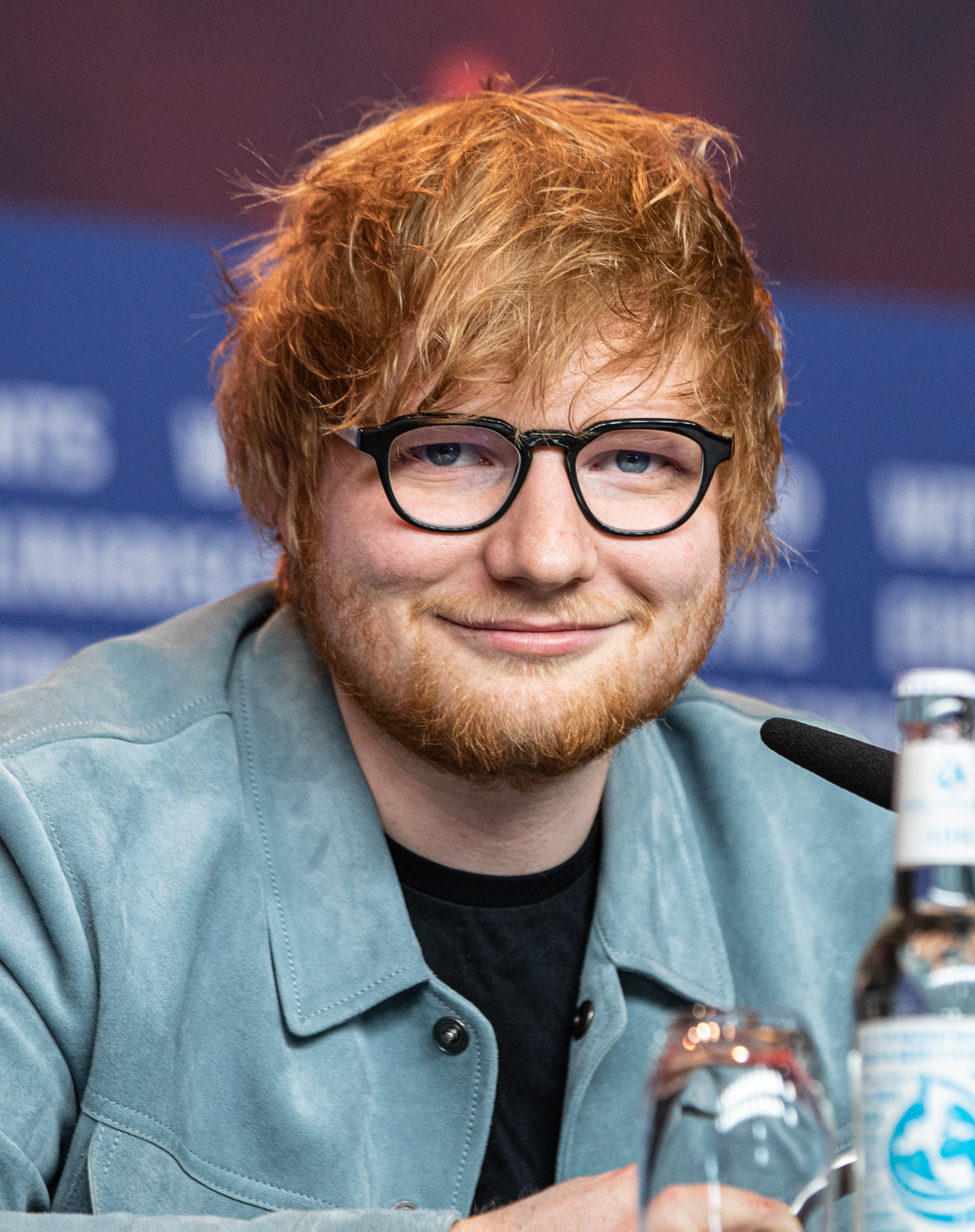
Ed Sheeran được IFPI trao giải Nghệ sĩ thu âm toàn cầu của năm 2017. Anh là người chiến thắng đầu tiên cũng giành được giải album bán chạy nhất và đĩa đơn của năm.

| Thứ hạng | Nghệ sĩ          | Top 10 Album của năm của IFPI | Top 10 Đĩa đơn của năm của IFPI                          |
| -------- | ---------------- | ----------------------------- | -------------------------------------------------------- |
| 1        | Ed Sheeran       | ÷ (hạng nhất)                 | "Shape of You" (hạng nhất) "Perfect" (hạng chín)         |
| 2        | Drake            | —                             | —                                                        |
| 3        | Taylor Swift     | Reputation (hạng nhì)         | —                                                        |
| 4        | Kendrick Lamar   | Damn (hạng bảy)               | "Humble" (hạng sáu)                                      |
| 5        | Eminem           | Revival (hạng tám)            | —                                                        |
| 6        | Bruno Mars       | 24K Magic (hạng mười)         | "That's What I Like" (hạng tư)                           |
| 7        | The Weeknd       | —                             | —                                                        |
| 8        | Imagine Dragons  | —                             | "Believer" (hạng mười)                                   |
| 9        | Linkin Park      | —                             | —                                                        |
| 10       | The Chainsmokers | —                             | "Something Just like This" (hạng ba) "Closer" (hạng năm) |

### 2018
| Thứ hạng | Nghệ sĩ         | Top 10 Album của năm của IFPI                                  | Top 10 Đĩa đơn của năm của IFPI              |
| -------- | --------------- | -------------------------------------------------------------- | -------------------------------------------- |
| 1        | Drake           | —                                                              | "God's Plan" (hạng nhì)                      |
| 2        | BTS             | Love Yourself: Answer (hạng nhì) Love Yourself: Tear (hạng ba) | —                                            |
| 3        | Ed Sheeran      | ÷ (hạng sáu)                                                   | "Shape of You" (hạng ba) "Perfect" (hạng tư) |
| 4        | Post Malone     | —                                                              | "Psycho" (hạng mười)                         |
| 5        | Eminem          | Kamikaze (hạng chín)                                           | —                                            |
| 6        | Queen           | Bohemian Rhapsody (hạng bảy)                                   | —                                            |
| 7        | Imagine Dragons | —                                                              | —                                            |
| 8        | Ariana Grande   | —                                                              | —                                            |
| 9        | Lady Gaga       | A Star Is Born (hạng tư)                                       | —                                            |
| 10       | Bruno Mars      | —                                                              | —                                            |

### 2019
| Thứ hạng | Nghệ sĩ       | Top 10 Album của năm của IFPI                         | Top 10 Đĩa đơn của năm của IFPI |
| -------- | ------------- | ----------------------------------------------------- | ------------------------------- |
| 1        | Taylor Swift  | Lover (hạng nhì)                                      | —                               |
| 2        | Ed Sheeran    | No.6 Collaborations Project (hạng bảy)                | "I Don't Care" (hạng bảy)       |
| 3        | Post Malone   | —                                                     | "Sunflower" (hạng tư)           |
| 4        | Billie Eilish | When We All Fall Asleep, Where Do We Go? (hạng năm)   | "Bad Guy" (hạng nhất)           |
| 5        | Queen         | Bohemian Rhapsody: The Original Soundtrack (hạng sáu) | —                               |
| 6        | Ariana Grande | Thank U, Next (hạng tám)                              | "7 Rings" (hạng năm)            |
| 7        | BTS           | Map of the Soul: Persona (hạng ba)                    | —                               |
| 8        | Drake         | —                                                     | —                               |
| 9        | Lady Gaga     | A Star Is Born (hạng tư)                              | "Shallow" (eight)               |
| 10       | The Beatles   | Abbey Road (hạng mười)                                | —                               |

### 2020

BTS được IFPI trao giải Nghệ sĩ thu âm toàn cầu của năm 2020—nghệ sĩ châu Á đầu tiên giành được giải thưởng—và năm 2021. Họ là nghệ sĩ đầu tiên giành chiến thắng trong các năm liền kề.

| Thứ hạng | Nghệ sĩ       | Top 10 Album của năm của IFPI                                                            | Top 10 Album của năm của IFPI (Mọi định dạng)      | Top 10 Bài hát của năm của IFPI |
| -------- | ------------- | ---------------------------------------------------------------------------------------- | -------------------------------------------------- | ------------------------------- |
| 1        | BTS           | Map of the Soul: 7 (hạng nhất) Be (hạng nhì) Map of the Soul: 7 - The Journey (hạng tám) | Map of the Soul: 7 (hạng nhất) Be (hạng tư)        | "Dynamite" (hạng mười)          |
| 2        | Taylor Swift  | Folklore (hạng tư)                                                                       | Folklore (hạng chín)                               | —                               |
| 3        | Drake         | —                                                                                        | —                                                  | "Life Is Good" (hạng sáu)       |
| 4        | The Weeknd    | —                                                                                        | After Hours (hạng nhì)                             | "Blinding Lights" (hạng nhất)   |
| 5        | Billie Eilish | —                                                                                        | When We All Fall Asleep, Where Do We Go? (hạng ba) | "Bad Guy" (hạng chín)           |
| 6        | Eminem        | —                                                                                        | —                                                  | —                               |
| 7        | Post Malone   | —                                                                                        | Hollywood's Bleeding (hạng sáu)                    | —                               |
| 8        | Ariana Grande | —                                                                                        | —                                                  | —                               |
| 9        | Juice Wrld    | —                                                                                        | —                                                  | —                               |
| 10       | Justin Bieber | Changes (hạng bảy)                                                                       | Changes (hạng tám)                                 | —                               |

### 2021
| Thứ hạng | Nghệ sĩ        | Top 10 Album của năm của IFPI                                             | Top 10 Album của năm của IFPI (Vinyl)                  | Top 10 Album của năm của IFPI (Mọi định dạng) | Top 10 Bài hát của năm của IFPI                            |
| -------- | -------------- | ------------------------------------------------------------------------- | ------------------------------------------------------ | --------------------------------------------- | ---------------------------------------------------------- |
| 1        | BTS            | BTS, the Best (hạng tư)                                                   | —                                                      | —                                             | "Butter"(hạng tư)                                          |
| 2        | Taylor Swift   | Red (Taylor's Version) (hạng bảy) Fearless (Taylor's Version) (hạng mười) | Red (Taylor's Version) (hạng sáu) Evermore (hạng mười) | —                                             | —                                                          |
| 3        | Adele          | 30 (hạng nhất)                                                            | 30 (hạng nhất)                                         | 30 (hạng nhất)                                | —                                                          |
| 4        | Drake          | —                                                                         | —                                                      | —                                             | —                                                          |
| 5        | Ed Sheeran     | = (hạng năm)                                                              | —                                                      | = (hạng tư)                                   | "Bad Habits" (hạng mười)                                   |
| 6        | The Weeknd     | —                                                                         | —                                                      | After Hours (hạng năm)                        | "Save Your Tears" (hạng nhất) "Blinding Lights" (hạng bảy) |
| 7        | Billie Eilish  | —                                                                         | Happier Than Ever (hạng năm)                           | —                                             | —                                                          |
| 8        | Justin Bieber  | Justice (hạng sáu)                                                        | —                                                      | Justice (hạng ba)                             | "Stay" (hạng nhì) "Peaches" (hạng sáu)                     |
| 9        | Seventeen      | Attacca (hạng ba) Your Choice (hạng tám)                                  | —                                                      | —                                             | —                                                          |
| 10       | Olivia Rodrigo | —                                                                         | Sour (hạng tư)                                         | Sour (hạng nhì)                               | "Drivers License" (hạng năm) "Good 4 U" (hạng tám)         |

### 2022
| Thứ hạng | Nghệ sĩ      | Top 10 Album của năm của IFPI                 | Top 10 Album của năm của IFPI (Vinyl) | Top 10 Album của năm của IFPI (Phát trực tuyến) | Top 10 Album của năm của IFPI (Mọi định dạng) | Top 10 Bài hát của năm của IFPI               |
| -------- | ------------ | --------------------------------------------- | ------------------------------------- | ----------------------------------------------- | --------------------------------------------- | --------------------------------------------- |
| 1        | Taylor Swift | Midnights (hạng ba)                           | Midnights (hạng nhất)                 | Midnights (hạng năm)                            | Midnights (hạng nhì)                          | —                                             |
| 2        | BTS          | Proof (hạng nhì)                              | —                                     | —                                               | Proof (hạng tư)                               | —                                             |
| 3        | Drake        | —                                             | —                                     | —                                               | —                                             | —                                             |
| 4        | Bad Bunny    | —                                             | —                                     | Un Verano Sin Ti (hạng nhất)                    | Un Verano Sin Ti (hạng nhất)                  | "Me Porto Bonito" (hạng chín)                 |
| 5        | The Weeknd   | —                                             | —                                     | —                                               | —                                             | "Save Your Tears" (hạng năm)                  |
| 6        | Seventeen    | Face the Sun (hạng năm) Sector 17 (hạng chín) | —                                     | —                                               | Face the Sun (hạng bảy)                       | —                                             |
| 7        | Stray Kids   | Maxident (hạng tư) Oddinary (eight)           | —                                     | —                                               | Maxident (hạng sáu)                           | —                                             |
| 8        | Harry Styles | —                                             | Harry's House (hạng nhì)              | Harry's House (hạng nhì)                        | Harry's House (hạng ba)                       | "As It Was" (hạng nhất)                       |
| 9        | Jay Chou     | Greatest Works of Art (hạng nhất)             | —                                     | —                                               | —                                             | —                                             |
| 10       | Ed Sheeran   | —                                             | —                                     | = (hạng tư)                                     | = (hạng mười)                                 | "Shivers" (hạng bảy) "Bad Habits" (hạng mười) |